# 柴春泽
柴春泽（1952年2月—），河北省青龙县人。1952年2月生于一个干部家庭，父亲是抗日老兵。1970年5月，被选为赤峰市红代会副主任。1971年毕业于赤峰六中，到翁牛特旗下乡。1973年，柴春泽拒绝了父亲让他回城的要求。1974年1月，《人民日报》头版头条发布《敢于同旧传统观念决裂的好青年》报道他。1974年9月，任玉田皋公社党委副书记兼玉田皋大队支部书记。1976年12月，被隔离审查。1978年4月29日被逮捕。1979年12月13日，被宣告无罪释放。1980年3月结婚。9月，中共翁牛特旗委为其平反并决定恢复党籍免予处分。1982年，考入内蒙古广播电视大学汉语言文学专业，1985年毕业，任赤峰广播电视大学教师。2004年，柴春泽建立了柴春泽网站。